# Nea Propontida
Nea Propontida (Grieks: Νέα Προποντίδα) is sedert 2011 een fusiegemeente (dimos) in de bestuurlijke regio (periferia) Centraal-Macedonië.
De drie deelgemeenten (dimotiki enotita) van de fusiegemeente zijn:
- Kallikrateia (Καλλικράτεια)
- Moudania (Μουδανιά)
- Triglia (Τρίγλια)